# Jón Nordal
Jón Nordal, född 6 mars 1926, död 5 december 2024, var en isländsk tonsättare och pianist.

## Biografi
Nordal studerade vid Musikhögskolan i Reykjavik och utexaminerades som pianist 1948 och ett år senare inom komposition. Han fortsatte sina studier i Zürich där han under åren 1949-51 studerade komposition för Willy Burkhard och pianospel för Walter Frey. Han fortsatte verka utomlands i Köpenhamn, Paris och Rom fram till 1957.
Efter återkomsten till Island började Nordal arbeta som lärare vid Musikhögskolan och var skolans rektor 1959-92. Han var också en av grundarna av Musica Nova, och dess förste ordförande.
Nordals musik har starka modernistiska inslag, t. ex. tolvtonsanknytning, i förening med folkligt material, så som i Manskördanser över gamla folkvisor. Han har bl. a. skrivit orkesterverk, kammarmusikverk, solostycken för piano, violin och manskörer. Som tonsättare är han oberoende och unik, är i kontakt med de rörelser som är moderna och har en perfekt behärskad kompositionsteknik.